# Jutte
El Jutte o Jitte (十手), el nom del qual en japonès significa literalment «deu mans», és una arma tradicional japonesa. És una arma especialitzada usada sobretot pels okapiki o doshin (agents de policia) durant el Període Edo en Japó.
El jutte modern amida 45 cm de llarg, sense vores tallants i amb un sortint d'uns 5 cm que comença en la protecció de l'empunyadura. Se subjecta amb una mà i la seua sortint es podia usar per a travar la fulla d'una espasa, però el seu ús més habitual era enganxar la roba de l'agressor per a dominar-lo.
Tradicionalment es considera que la forma original del jutte va ser creada pel llegendari espaser Masamune Ozaki. El disseny, per la seua similitud aparentment, deriva del sai d'Okinawa.

## Variants
Una variant en el disseny es denomina marohoshi, i és generalment més curta i incorpora una fulla amb fil.

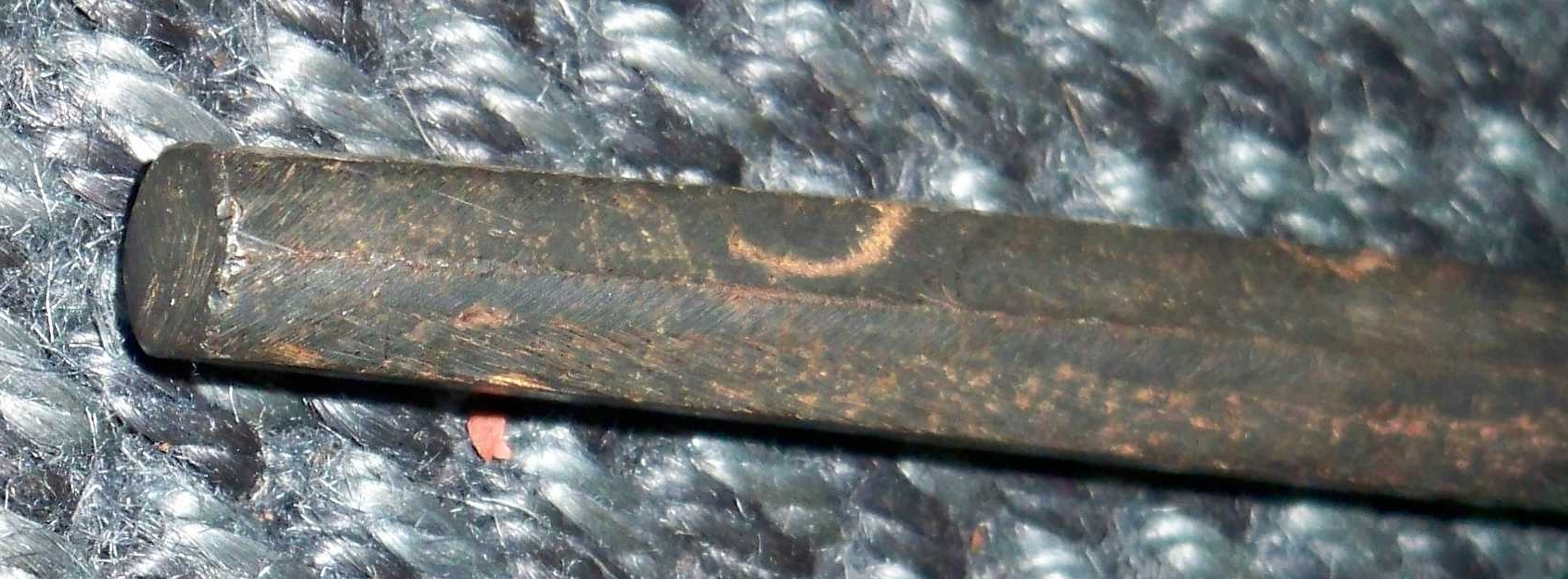
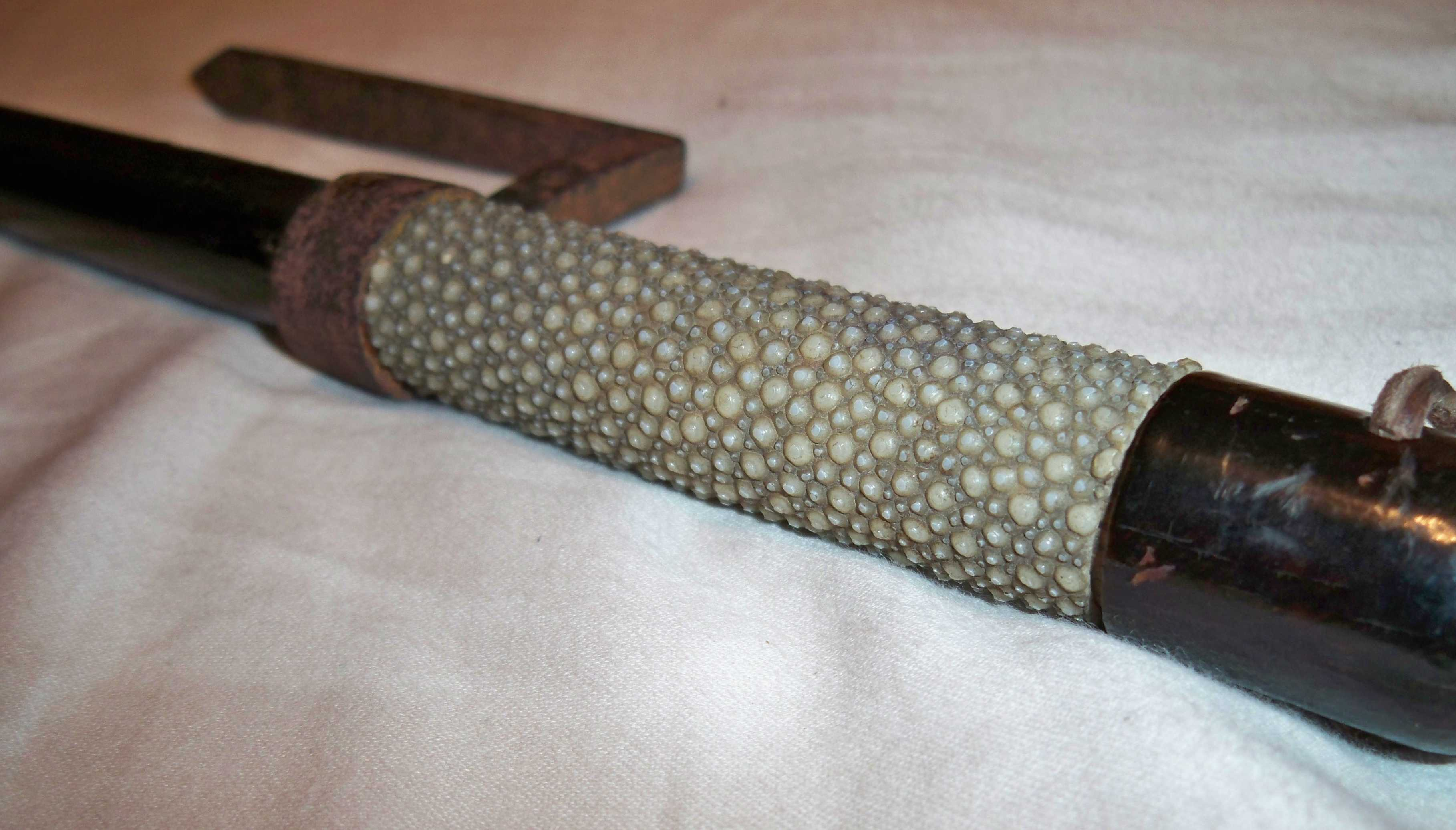
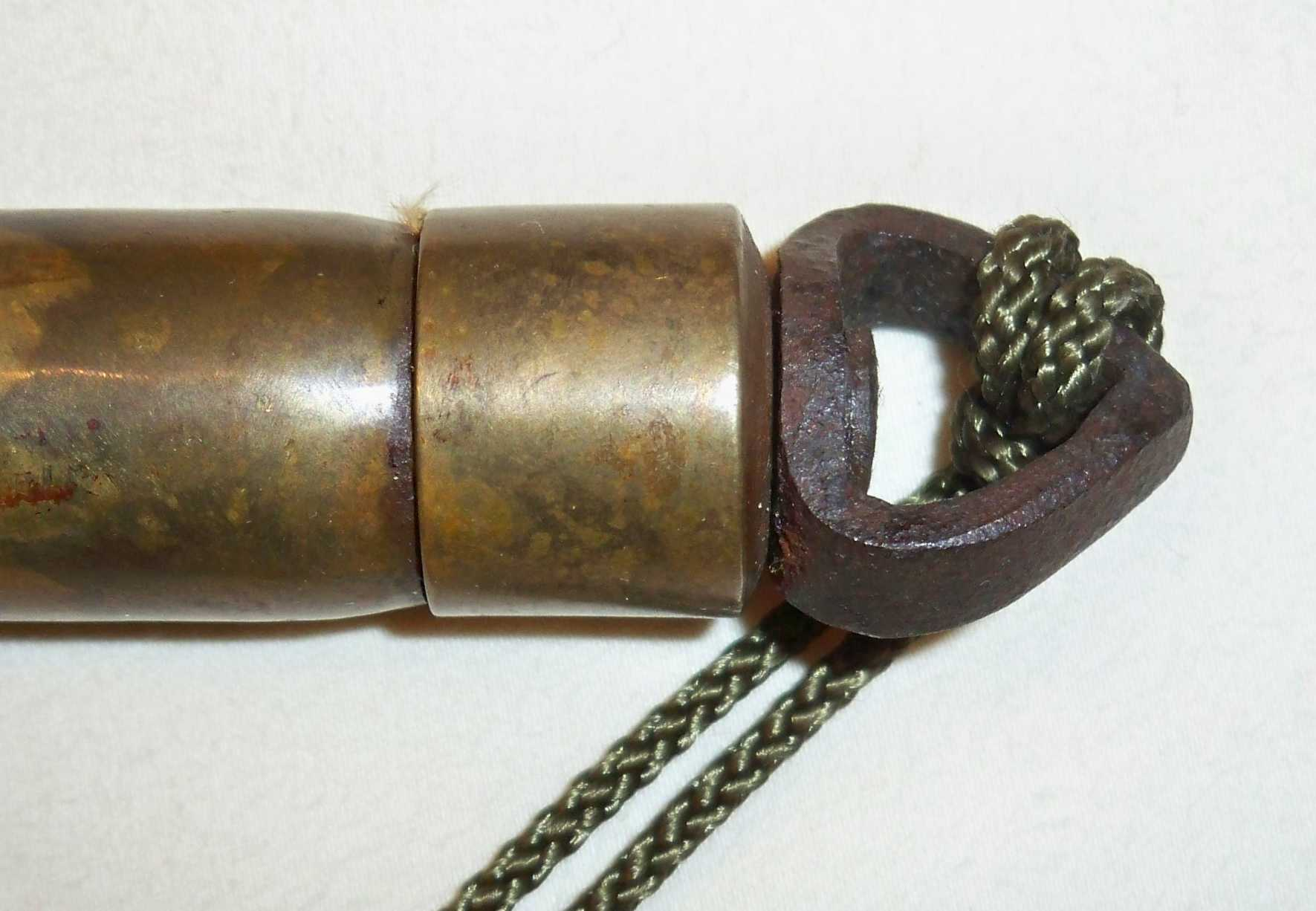
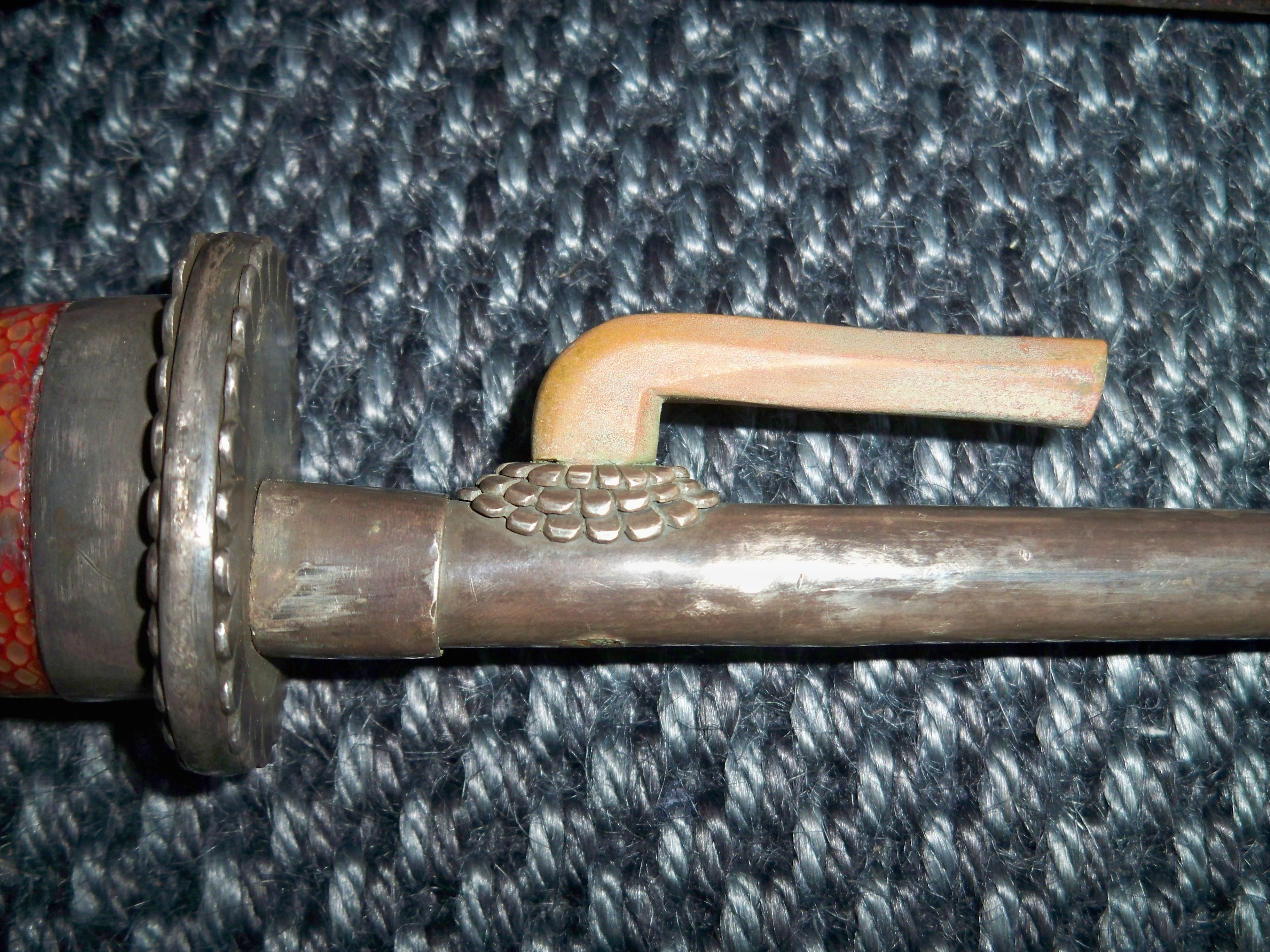
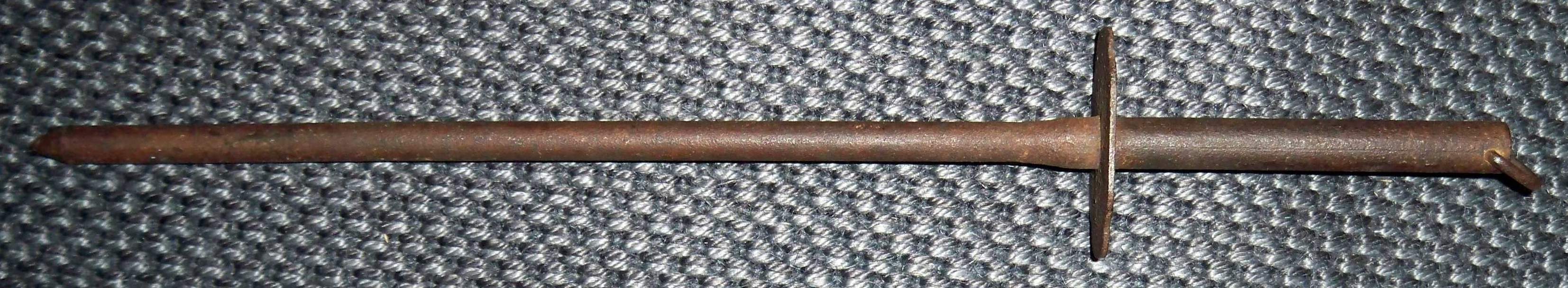
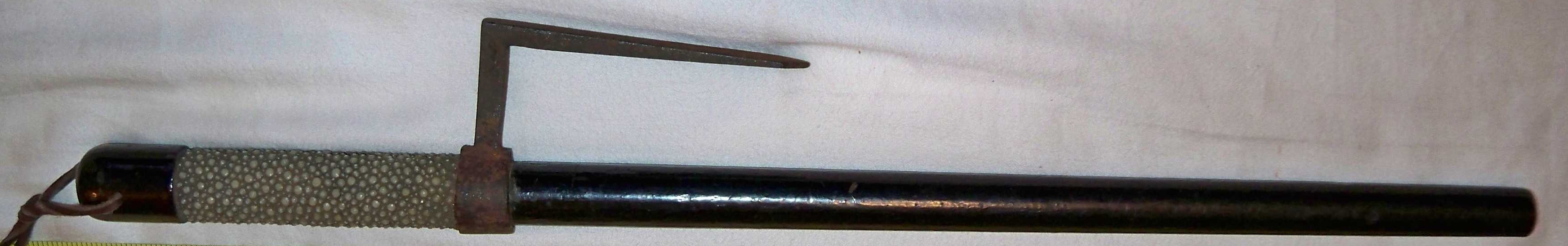
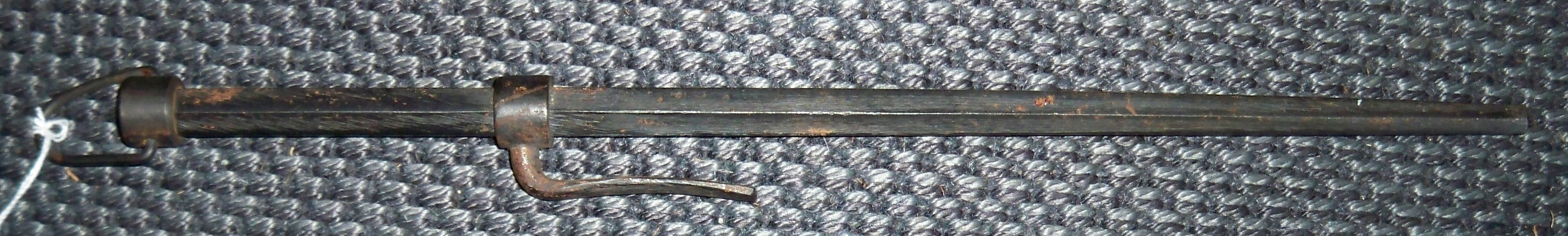
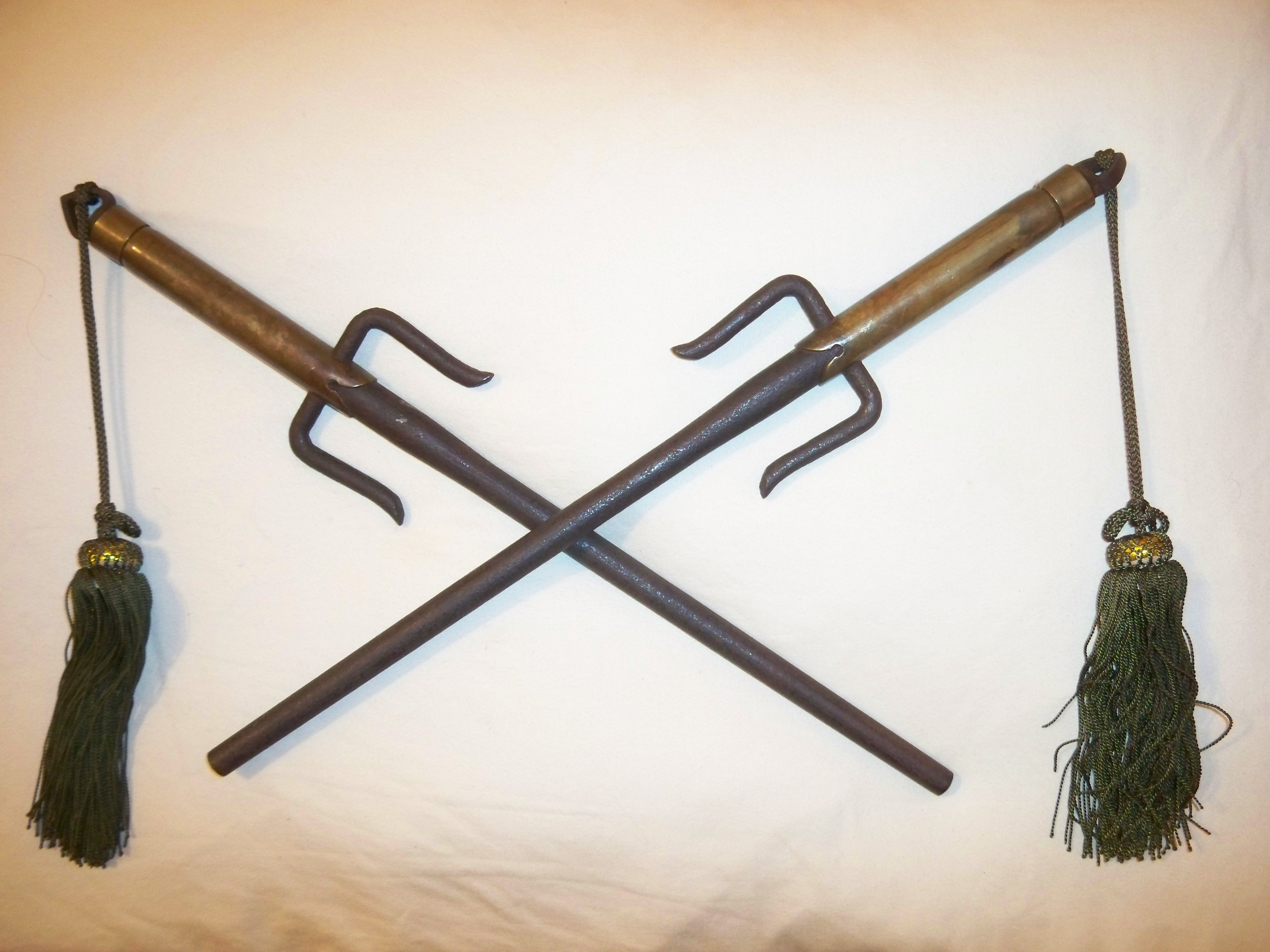